# Verhovina (Kárpátalja)
Verhovina (avagy Verchovina, ruszin és ukrán nyelven: Верховина) történelmi-néprajzi tájegység az Északkeleti-Kárpátokban, a mai Kárpátalja hegyvidéki részén. A történelmi Magyar Királyságon belül Bereg vármegyéhez és Máramaros vármegyéhez tartozott. A tájegység központja Alsóverecke volt.

## Fekvése
Verhovinát Máramaros belsejétől a Borsovahavas, Kukhavas és Krasznahavas 1000 méternél magasabb vonala választja el, míg az egykori Galícia felé helyenként ennél sokkal alacsonyabb hegysor alkotja határát.

## Nevének eredete
A Verhovina ruszin kifejezés, amely magyarul „hegyvidéket” jelent.

## Története
Verhovinának, ennek az erdőkkel borított hegyvidéknek a betelepítését a Bilkei, Gorzó és főként a Lipcsey kenézcsaládok végezték, kiknek első telepítései 1450 előttiek, még Nagy Lajos király idejében kezdődtek a Nagy-ág folyó felső folyása mentén.
A Verhovinának nevezett terület túlnyomó részét erdők borítják, települések, mezőgazdasági területek csak a völgyekben vannak, a hajdani gyepűvonaltól és a később kialakult megye központi részétől távol esett, és a terület a hegyek miatt viszonylag elzárt terület volt, ez benépesedését nagyban késleltette.
A Lipcseyek telepítése volt Máramarosban a Nagy-ág felső folyása mentén Ökörmező, Repenye, Kelecsény és Vízköz, melyek köré csoportosultak aztán a későbbi, 16–17. századiak. A Lipcseyeknek a Nagy-ág felső folyása menti birtokai a folyó tágas, lapos medencéjében találhatók, mely terület bár földművelésre nem a legjobb, de azt mégis lehetővé tevő vidék, ez egy alacsony, keresztbe húzódó hegysoron át Bereg vármegyében folytatódik, és mindkét megyében „Verhovina” néven sok népes falut foglal magába, melyek közül a beregi Verhovina legnagyobb települései már 1430-ban fennálltak. Verhovina falvainak túlnyomó többsége azonban mindkét megyében csak a 16–17. században települt be Galíciából.
A négy, még a középkorban alakult verhovinai Bilkei–Lipcsei-falut 1530. körül Vucskómező és  Holyatin telepítése követte. 
A fennmaradt adatok alapján az egész Verhovinát a Nagy-ág alsó folyása mentén birtokos Lipcseiek és kisebb részben az újonnan terjeszkedő Bilkeiek és a Borsova völgyi Dolhaiak népesítették be Galíciából származó ruszin telepesekkel. Az addig  négy-öt kis falut számláló verhovinai medencébe egy-két emberöltő alatt még vagy húsz falunyi ruszint telepítettek nagyrészt Galíciából. Ezzel felduzzasztották a vidék lakosságát; különösen a már középkorban telepített falvak (Ökörmező, Repenye) gyarapodtak a betelepült ruszinok tömegével.
Egykor kizárólag görögkatolikus vallású magyarországi ruszinok laktak itt. Ma már a lakosság részben ukránnak vallja magát.

## Irodalmi vonatkozás
Itt  játszódik Bodor Ádám Verhovina madarai c. regénye (Magvető, Budapest, 2011).